# Cyprinion acinaces
Cyprinion acinaces är en fiskart som beskrevs av John Banister och Clarke, 1977. Cyprinion acinaces ingår i släktet Cyprinion och familjen karpfiskar.

## Underarter
Arten delas in i följande underarter:
- C. a. acinaces
- C. a. hijazi